# Napoleón (personaje de Orwell)
Napoleón es un cerdo, personaje de la novela del escritor inglés George Orwell, que simboliza al dictador soviético Stalin. [cita requerida]
Guarda relación con el Gran Hermano de la novela 1984 del mismo autor, ya que este personaje también es considerado una representación del líder soviético.
En la novela, Snowball y Napoleón, se muestran como los líderes, pero empiezan a mostrar diferencias, que acaban cuando Napoleón lanza a los perros contra Snowball y este huye de la granja.
En la película de 1954 se nos muestra a un Napoleón más agresivo que incluso llega a asesinar a sus rivales y a todo aquel que se interponga en sus planes.  Un ejemplo de esto es cuando lanza a sus perros contra Snowball, por otro lado, asesina a un pequeño grupo de gallinas, un pato y una oveja y con la sangre de estos animales modifica una de las reglas de la sociedad animal, la regla original decía: ningún animal matara a otro, siendo cambiada a ningún animal matara a otro y escrito con sangre "sin motivo".
También es responsable de la muerte del caballo Bóxer, negociando la vida del corcel por unas botellas de whisky.
En Francia, país en el que Orwell vivió durante años, estuvo prohibido llamar a un marrano Napoleón.
Napoleón maltrata a los animales a tal punto de que no lo diferencian de un humano.
- Datos: Q1063221